# Agence du numérique en santé
Pour les articles homonymes, voir ASIP et ANS.
L'Agence du numérique en santé (ANS), anciennement Agence des systèmes d’information partagés de santé ou ASIP-Santé, est une agence gouvernementale française chargée de la santé numérique.
Cette agence est un groupement d'intérêt public dans lequel se trouvent le ministère de la Santé (via sa délégation ministérielle du numérique en santé), la Caisse nationale de l'assurance maladie (CNAM) et la Caisse nationale de solidarité pour l'autonomie (CNSA).

## Mission
L’Agence du numérique en santé accompagne la transformation numérique du système de santé aux côtés des acteurs concernés des secteurs sanitaire, social et médico-social, privés comme publics, professionnels ou usagers.
L'Agence est située dans les locaux de PariSanté Campus au 2-10 Rue d'Oradour-sur-Glane dans le 15e arrondissement de Paris.

## Gouvernance
En 2020, l'agence est présidée par le médecin Jacques Lucas puis, à partir d'octobre 2023 par la pharmacienne Isabelle Adenot,.

## Pour approfondir